# Чайковський Роман
Роман Чайковський (псевдо: «Роман Ольгович» ;2 липня 1905, Перемилів, тепер Хоростківська міська громада, Тернопільська область — 28 лютого 1994, Буськ, Львівська область) — український греко-католицький священник, поет, журналіст, політичний діяч, автор мотто Декалогу українського націоналіста («Я Дух одвічної стихії…»).

## Життєпис
Народився 2 липня 1905 року в селі Перемилів, (тепер Хоростківська міська громада, Чортківський район, Тернопільська область) в сім'ї священика Василя Чайковського гербу Сас. Старший брат Данила Чайковського, сподвижника Степана Бандери. Навчався з 1917 року в Городенківській та Чортківській гімназіях, а іспит зрілості склав у Станиславівській гімназії. Протягом 1925–1930 рр. навчався у Львівській духовній семінарії (з перервою у 1927–1928 рр., коли вивчав філологію у Львівського університеті).
Був активним членом СУНМ, від 1928 р. належав до УВО, а відтак до ОУН. Також друкувався у періодичних виданнях «Літературно-науковий вістник», «Світ», «Українське юнацтво» (де був його співредактором), «Наука і розвага». наприкінці 1920-х працював у Національному музеї, директором якого був рідний брат його матері Іларіон Свєнціцький.
Дружив зі Степаном Ленкавським, був добре знайомий із Дмитром Донцовим, Степаном Охримовичем, Романом Шухевичем, Степаном Бандерою, Іваном Гриньохом.
Висвячений на священника 15 лютого 1931 року та деякий час працював адміністратором парохії в селі Хащованя (тепер Славська селищна громада, Львівська область). Потім короткий період був «сотрудником» у соборі Святого Юра (Львів). Восени 1933 року закінчив Богословську академію у Львові. Пізніше працював парохом у с. Плав'я (тепер Козівська сільська громада, Стрийський район, Львівська область, 1934–1944 рр.), с. Городище (тепер Ходорівська міська громада, Львівська область, 1944–1949 рр.) та с. Вербилівці (тепер Рогатинська міська громада, Івано-Франківська область, 1949–1950 рр.)
Підтримував зв'язки із підпіллям ОУН, зокрема, його керівником Романом Шухевичем. За це був заарештований 9 січня 1950 р. і засуджений до 25 років таборів за антирадянську діяльність. Покарання відбував у мордовських та омських таборах. Вийшов на волю 17 липня 1956 року, але переїхав до родини в Хабаровський край. Повернувся в Україну у 1958 році, тривалий час мешкав у с. Кинашів Тульчинського району Вінницької області та в самому Тульчині. Працював столяром, при цьому підпільно виконував душпастирську працю. Її продовжив і після повернення в Галичину у 1970 році, де оселився в місті Буськ на Львівщині. Після виходу УГКЦ з підпілля допомагав виконувати священицькі обов'язки настоятелю церкви св. Параскеви в Буську. Там і помер 28 лютого 1994 року.